# Dźatoi
Dźatoi – miasto w Pakistanie, w prowincji Pendżab. W 2017 roku liczyło 109 424 mieszkańców.